# Arabutã
Arabutã es un municipio brasileño del estado de Santa Catarina. Tiene una población estimada al 2022 de 4 378 habitantes. Pertenece a la Región metropolitana de Contestado.

## Toponimia
Arabutã, del guaraní, que significa "Palo Brasil", nombre dado por una madera encontrada a la orillas del río Jacutinga.

## Historia
Con el auge de la línea de ferrocarril São Paulo-Rio Grande do Sul en 1910, incentivó la colonización de esta parte del estado. En 1912 la localidad del hoy municipio fue vendida a la empresa colonizadora Mósele Eberle. En el lugar se instalaron emigrantes rumanos, asentamiento inicial que fue denominado como Pipoca (palomitas de maíz) por los caboclos que durante una inundación sobrevivieron alimentados por palomitas. Con la llegada de colonos alemanes, cambió su nombre a Nova Germânia, la mayoría de estos provenientes de Montenegro, Río Grande del Sur. Debido a la Segunda Guerra Mundial, cambió su nombre a Mauá, título aún utilizado en empresas y plazas del municipio. Arabutã se emancipó de Concórdia el 12 de diciembre de 1991.
El municipio celebra la Kerb-Fest el primer domingo de febrero, fiesta luterana alemana, y el 25 de julio celebran el día del colono.